# Jane E. Norton
Jane Ellen Norton (* 12. Oktober 1954 in Grand Junction, Colorado) ist eine US-amerikanische Politikerin. Zwischen 2003 und 2007 war sie Vizegouverneurin des Bundesstaates Colorado.

## Werdegang
Jane Ellen Bergmann, so ihr Geburtsname, studierte bis 1976 an der Colorado State University Gesundheitswissenschaften. Außerdem studierte sie an der Regis University in Denver das Verwaltungswesen. Danach arbeitete sie für einige Zeit als Lehrerin an einer Middle School in Fort Lupton. Politisch schloss sie sich der Republikanischen Partei an. Unter den Präsidenten Ronald Reagan und George Bush war sie Direktorin bei der regionalen Außenstelle des US-Gesundheitsministeriums in Colorado. Zwischen 1986 und 1987 gehörte sie für einige Monate dem Repräsentantenhaus von Colorado an, wo sie eine angebrochene Legislaturperiode für ein aus diesem Gremium ausgeschiedenes Mitglied beendete. Zwischen 1999 und 2002 war sie als Executive Director beim Gesundheitsministerium ihres Staates angestellt, wo sie mit verschiedenen wichtigen Aufgaben betreut war.
Im Jahr 2003 wurde Norton an der Seite von Bill Owens zur Vizegouverneurin des Staates Colorado gewählt. Dieses Amt bekleidete sie zwischen 2003 und 2007. Dabei war sie Stellvertreterin des Gouverneurs. Daneben war sie Mitglied in verschiedenen Gesundheitsgremien. Im Jahr 2010 trat sie in der Primary ihrer Partei für die Wahlen zum US-Senat an und wurde Zweite hinter Ken Buck.
Jane Norton ist verheiratet und hat zwei erwachsene Kinder.